# Niklas Dee
Niklas Dee (* 2002 in Mainburg; eigentlich: Niklas Dichtl) ist ein deutscher DJ und Musikproduzent. Er ist dem Genre EDM zuzuordnen.

## Leben
Niklas Dee wurde in Mainburg geboren und wuchs in Geisenfeld auf. 2016 zog er mit seiner Familie nach Niederlauterbach, wo er eine Ausbildung zum Elektriker in einem Betrieb in Wolnzach machte. Seit sechs Jahren veröffentlicht Niklas Dee über verschiedene Plattformen Musik. Musikalische Vorbilder sind Calvin Harris und Avicii.
2021 wurde Niklas Dee von einem Musiklabel angeschrieben, nachdem ein Manager ihn auf YouTube entdeckte. Sein Lied Hot Girl Bummer, ein Cover von Blackbear ging im Anschluss viral. Es folgten weitere Songs über verschiedene Labels. Insbesondere über TikTok und Spotify fand er einige Fans.
Zusammen mit Luca-Dante Spadafora und Octavian erreichte er mit einem Techno-Remix des Songs Mädchen auf dem Pferd aus dem Film Bibi & Tina: Voll verhext! (2014) Platz eins der deutschen Charts. Das Lied wurde im Original von Peter Plate (Rosenstolz) und Ulf Leo Sommer geschrieben.

## Diskografie
Singles
- 2020: Never
- 2020: Paradise (mit Housejunkee)
- 2020: Need U (mit Jordan Dae)
- 2020: Hot Girl Bummer
- 2020: Jetzt & hier (mit Finn Schaller und Sääftig)
- 2021: I Love It (mit Moha und Meqq)
- 2021: Xo Tour Lif3 (mit Moha, Jack Astro und Meqq)
- 2021: Spotlight (mit Mekla und Meqq)
- 2021: Without You (mit ItsArius und AR)
- 2021: GO (mit New Beat Order)
- 2021: Side Effects (mit Bastiqe)
- 2021: We Found Love (mit Bastl und Morres)
- 2021: Hate Me (mit North26 & Meqq)
- 2021: Monster (mit Not Kiddin & Moha)
- 2021: Before You Go (mit DeejaVu)
- 2021: Symphony (mit DeejaVu und Junar)
- 2021: Can’t Get You Out of My Head (mit Bisken)
- 2021: Die for Me (mit Jozua und Nito-Onna)
- 2021: Goosebumps (mit Bisken)
- 2021: Hall of Fame (mit Clubhunterz, Bastl & Nika)
- 2021: Acapulco (mit RushLow & J R)
- 2021: SugarCrash! (mit Junar & Menno)
- 2022: Take Over Control (mit FVTM & Italee)
- 2022: Love Don’t Let Me Go (mit Dimmalou)
- 2022: Drive (mit Blaikz und Bastiqe)
- 2022: Fall Apart (mit Bastiqe, Paul Keen und Meqq)
- 2022: Smack That (mit Bastiqe, Jordan Rys und Jozua)
- 2022: Still into You (mit FVTM)
- 2022: She’s All I Wanna Be (mit FVTM)
- 2022: The Only One (mit North26 und LissA)
- 2022: We Are the People (mit Junar und Menno)
- 2022: Pepas (mit FVTM, BTSTC & Sergio Ochoa)
- 2022: Satellite (mit Bastiqe und Lena Sue)
- 2022: Words (mit Robbe)
- 2022: When You’re Gone (mit FVTM & Tommy Tran)
- 2022: DJ Got Us Fallin’ in Love (mit FVTM und Tommy Tran)
- 2022: So Good (mit FVTM und g.el.u)
- 2022: Kaiserschmarrn (mit Sääftig und Luca-Dante Spadafora)
- 2022: Your Eyes (mit Luca-Dante Spadafora)
- 2022: Lost (mit Nikster)
- 2022: Brave (mit Max Fail und Svniivan)
- 2022: Better Off Alone (mit Luca-Dante Spadafora und Popcorn!)
- 2023: Orchestra (mit Lowkey und Jaime Deraz)
- 2023: Moonlight Shadow (mit Stay:us und WhiteCapMusic)
- 2023: Double Vision (mit Kilian K und Not kiddin)
- 2023: Rhythm Is a Dancer (mit Luca-Dante Spadafore)
- 2023: Paradies (mit Tream und Luca-Dante Spadafora)
- 2023: Strobo Pop XXL (mit Die Atzen, Luca-Dante Spadafora & Nena)
- 2023: Too Close (mit Lanné und Sunlike Brothers)
- 2023: Einmal um die Welt 2k23 (mit Nikster)
- 2023: Mädchen auf dem Pferd (mit Luca-Dante Spadafora und Octavian)
- 2023: Zelten auf Kies (Luca-Dante Spadafora & Niklas Dee Remix) (mit Luca-Dante Spadafora & Tream)
- 2023: Not Fair (mit Old Jim feat. Enny-Mae)
- 2023: Tabu RMX (mit Yung Yury, Lena & Luca-Dante Spadafora)
- 2023: Monsoon (mit Leony & Vize feat. Tokio Hotel; #19 der deutschen Single-Trend-Charts am 28. Juli 2023[4])
- 2023: About You Now (How I Feel) (mit Luca-Dante Spadafora)
- 2023: I Can Feel (mit Leony & Vize)
- 2023: Feel the Same (mit Carl :Cries & Luca-Dante Spadafora)
- 2023: Winter Wonderland (mit July & Luca-Dante Spadafora)
- 2023: Strangers (mit Besomorph & Haluna)
- 2024: One Night Stand (Finch, Katja Krasavice & Luca-Dante Spadafora feat. Niklas Dee)
- 2024: Now (mit Kiara Nelson)
- 2024: Berghain In Berlin (mit Naeleck & Smack)
- 2024: Heart Sped Up (BFF) (mit Bambi, Ely Oaks & Young Leosia)
- 2024: Was mal war (Techno Edit) (mit Eleha & Nikster)
- 2024: Surreal (mit Paradigm, Mike Williams & Paradigm)
- 2024: Around the World (mit René Miller)
- 2024: Smile Boy (mit A7S)
- 2024: C’est la Vie (mit René Miller)
- 2025: Miss It (At All) (mit Tokio Hotel)
- 2025: Party So Hard (mit Timmy Trumpet & Vini Vici)

## Auszeichnungen für Musikverkäufe
| Goldene Schallplatte - Frankreich - 2024: für die Single I Can Feel | Platin-Schallplatte - Niederlande - 2024: für die Single Not Fair |

Anmerkung: Auszeichnungen in Ländern aus den Charttabellen bzw. Chartboxen sind in ebendiesen zu finden.
| Land/RegionAuszeichnungen für Musikverkäufe (Land/Region, Auszeichnungen, Verkäufe, Quellen) | Gold     | Platin     | Verkäufe | Quellen           |
| -------------------------------------------------------------------------------------------- | -------- | ---------- | -------- | ----------------- |
| Deutschland (BVMI)                                                                           | Gold1    | Platin1    | 900.000  | musikindustrie.de |
| Frankreich (SNEP)                                                                            | Gold1    | —          | 100.000  | snepmusique.com   |
| Niederlande (NVPI)                                                                           | —        | Platin1    | 90.000   | nvpi.nl           |
| Österreich (IFPI)                                                                            | Gold1    | 2× Platin2 | 75.000   | ifpi.at           |
| Schweiz (IFPI)                                                                               | —        | Platin1    | 20.000   | hitparade.ch      |
| Insgesamt                                                                                    | 3× Gold3 | 5× Platin5 |          |                   |